# Maison médicale de l'Œuvre du calvaire
La maison de campagne implantée sur le site Tilleuls à Ixelles, est l'une des dernières maisons de campagne datant du début du XIXe siècle avec le pavillon Malibran. La totalité du site comprend une maison de campagne, une conciergerie, une chapelle, une aile d'hôpital, et des jardins.La maison de campagne est de style néoclassique du début du XIXe siècle, la chapelle témoigne l’esprit néogothique du XXe siècle. Le site abrite depuis 2003 l’Institut libre Marie Haps et, depuis 2014, la faculté de traduction et interprétation Marie Haps de l'université Saint-Louis - Bruxelles.

## Contexte historique
Jusqu'au premier quart du XIXe siècle, l’actuelle commune d’Ixelles est un territoire rural, humide, orné de champs agricoles, d’étangs et de maisons de campagnes. Le territoire du village d’Ixelles se situe à l'époque hors de l’enceinte de Bruxelles. Les nobles construisent leurs maisons le long des axes principaux. Les maisons de campagne sont construites comme  par les nobles des nobles.

## Les propriétaires
La maison est la propriété du vicomte Carton de Winnezeele jusqu'en 1830, ensuite celle de Jean-Jacques Coché-Mommens. À cette époque, le seul bâtiment construit était la maison de campagne.
En 1886, elle est acquise par l’Œuvre du Calvaire avec l’aide du père Adolphe Petit et la générosité de la baronne Monin-Rendeux. En 1889, l’association décide d’agrandir le domaine en construisant une conciergerie de style éclectique (logement du gardien du bâtiment), une chapelle, de style néogothique, et une aile accueillant la salle des malades accolées à la maison de campagne.
À partir de 1922, l’œuvre du calvaire devient une association sans but lucratif sous le nom de « Hospice du Calvaire ». Le nom de l’association est changé et devient « Institut Reine Elisabeth ». En 1935, une section destinée aux hommes a ouvert ses portes, intitulée « Institut Albert Ier ». Ces deux derniers fusionnent en 1965 et deviennent « Les institutions Albert Ier et Reine Elisabeth » jusqu’en 1979. En 1998, ils fusionnent avec les Cliniques universitaires Saint-Luc, tout en gardant le soutien de l’œuvre du Calvaire.En 2003, les instituts Albert Ier et Reine Elisabeth emménagent sur le site de Woluwe-Saint-Lambert.
En 2003, l’Institut Libre Marie Haps décide d’acheter l’ensemble du site pour le transformer en campus scolaire. L’institut libre Marie Haps est un établissement d’enseignement supérieur francophone fondé par Marie Julie Frauenberg (1879-1939), plus connue sous le nom de Marie Haps. Elle se bat pour permettre aux jeunes femmes de la classe moyenne d’accéder à la culture et à l’éducation. C’est en 1919, qu’elle fonde une école qu’elle nomme l'École supérieure de jeunes filles. En 1930, l’école change d’appellation et devient l'École Marie Haps. L'institut propose des formations en assistant en psychologie, en audiologie, en logopédie, en psychomotricité et, jusqu'en 2014, en traduction.
Depuis 2014, le site appartient conjointement à l'ILMH et à l'Université Saint-Louis - Bruxelles (UCLouvain) qui y abrite sa faculté de traduction et interprétation Marie Haps, transférée depuis l'institut.

## Œuvre du Calvaire
L’Œuvre du Calvaire est une association laïque catholique fondée en 1842 à Lyon à l’initiative de Jeanne Garnier (1811-1853). À Bruxelles, l’association prend le nom de « l’Hospice du Calvaire » : un hôpital qui réunit des veuves issues de la bourgeoisie et noblesse de Bruxelles, qui décident de consacrer le reste de leur vie aux femmes, pauvres, infirmes et en soins palliatifs. Elles s’occupent des femmes malades et leur font des lectures pieuses. Les dames du Calvaire vivent en communauté restreinte, en respectant les lois divines. Leur devise est : « Charité, Humilité, Prière, Sacrifices ».

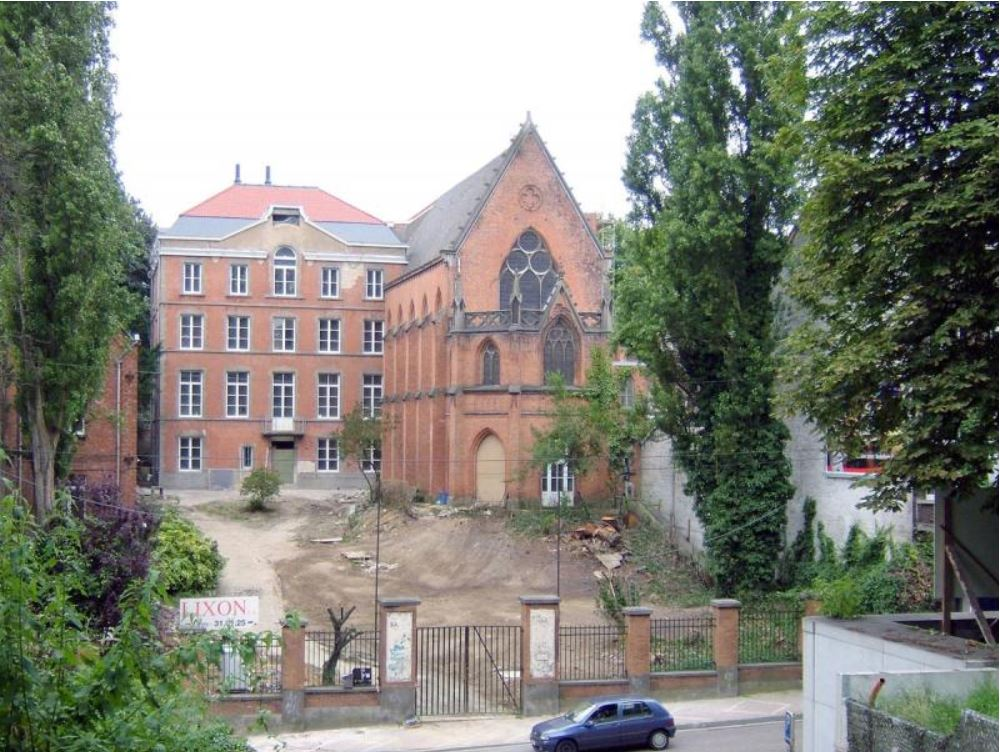
Rénovations des années 2000.

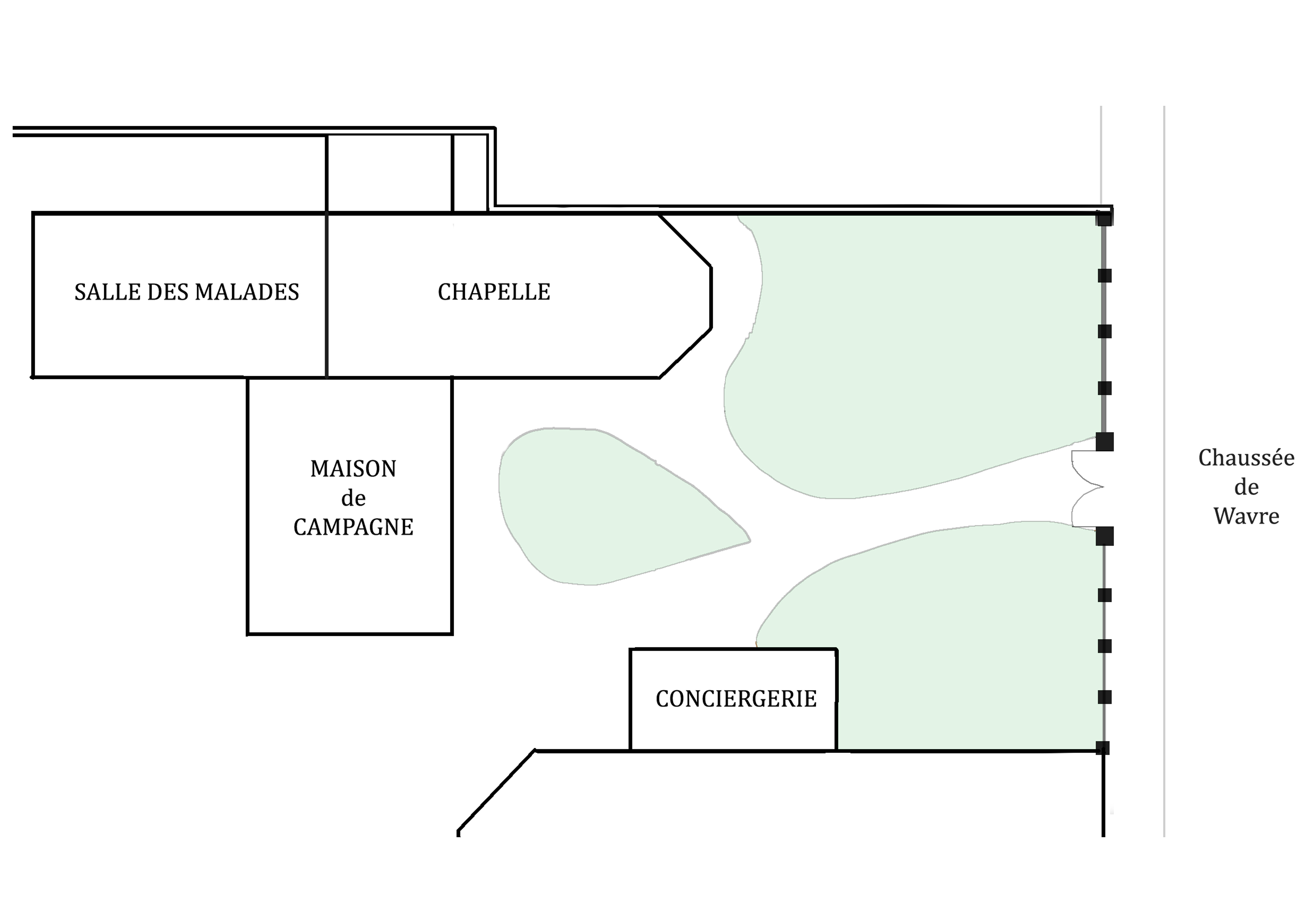
Plan schématique.

## Historique de constructions et des rénovations
En 1800 : construction de la maison de campagne.
En 1889 : agrandissement du domaine avec la construction de la conciergerie, destinée au logement du gardien et d'une aile pour les malades accolée à la maison de campagne.
En 1890 : construction de la chapelle destinée à en faire un lieu de culte pour les femmes malades.
En 1950 : reconstruction d'un nouveau mur de clôture à l'entrée du site en raison du mauvais état de l'ancienne clôture.
En 2000 : rénovations des sous-sols, rénovations au niveau de la façade de la chapelle et de la façade de la maison de campagne.
En 2003 : reconversion de la maison de campagne en école supérieure et de l'aile de malade en salle de classe.

## Description de la façade de la maison de campagne

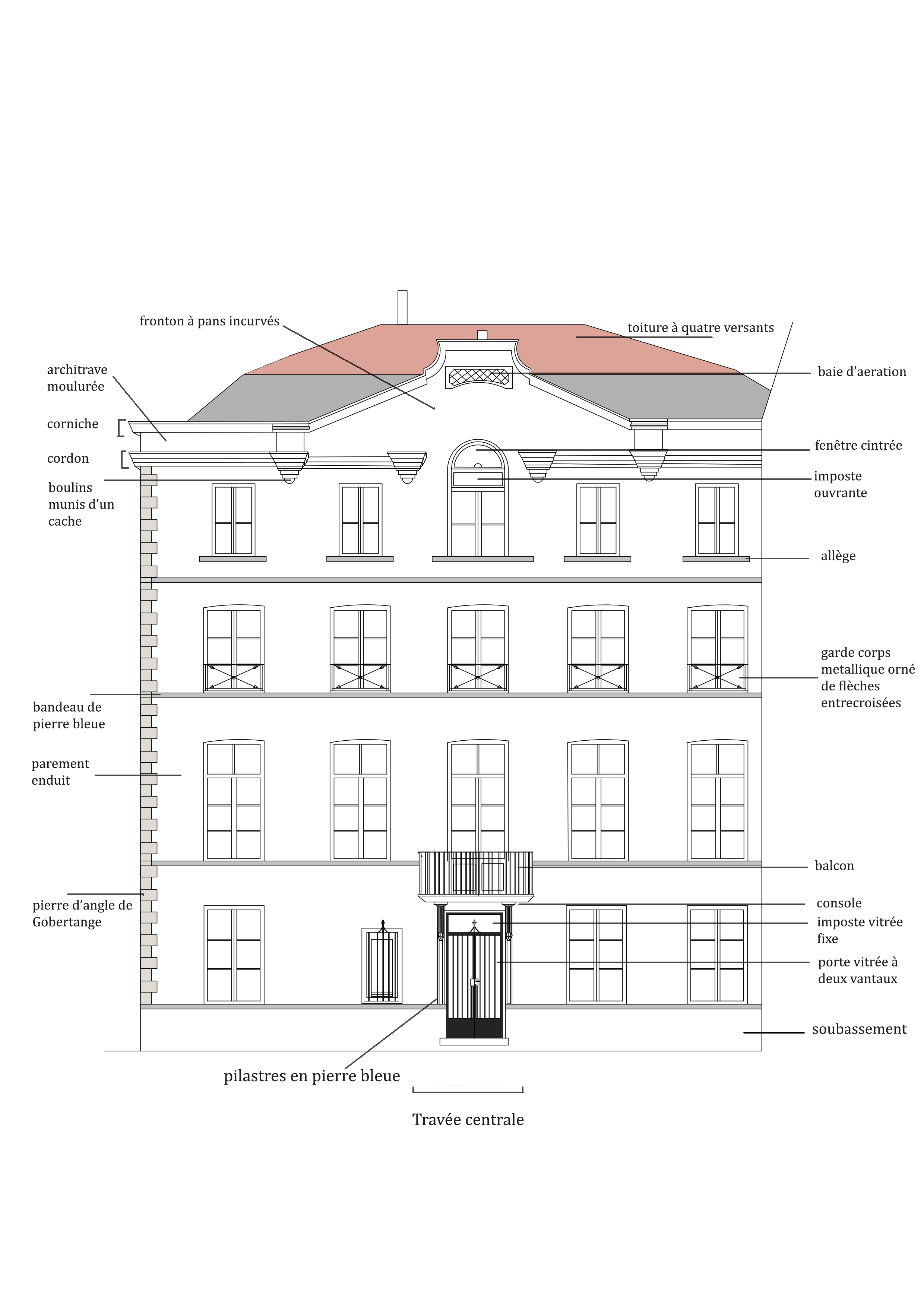
Élévation et annotation.

La maison de campagne se situe sur un talus, éloigné de quarante-et-un mètres du trottoir de la chaussée de Wavre. La maison est entourée de jardin autour de ses trois façades libres. L’accès au jardin est délimité par un mur de clôture. La clôture est composée de grillage, de murets en briques de parement avec un soubassement et un couronnement en pierre bleue, et de pilastres en briques de parement avec également un soubassement et couronnement en pierre bleue. Une conciergerie est à gauche de l’allée depuis la chaussée et une chapelle accolée à la demeure.
Le style néoclassique se ressent dans l’architecture de la maison de campagne. C’est un bâtiment rectangulaire composé de cinq travées sur la longueur et trois travées sur la largeur. Il s’élève sur quatre niveaux de hauteurs dégressives et trois niveaux du côté arrière, qui est dû à l’inclinaison du terrain. La façade a une composition symétrique engagée sur quatre niveaux et un étage de comble. Elle est recouverte d’enduit blanc sur des briques rouge de parement.
La travée centrale est mise en évidence par un traitement plus riche, comportant un balcon, un ressaut, un fronton sur l'entablement. La maison est pourvue des pierres d’angle en pierre blanche de Gobertange qui délimitent l’extrémité de la façade. Chaque étage se sépare par un bandeau horizontal en pierre bleue continu longeant la façade.
Au rez-de-chaussée se trouve une porte d’entrée à deux vantaux vitrées, surmontée d’une imposte vitrée fixe située sur la travée du milieu. La porte est protégée par un grillage en fer forgé qui se termine par une croix. Elle est flanquée de pilastres en pierre bleue et surmontée d’un auvent. À l’origine, un soubassement en pierre bleue était visible au rez-de-chaussée. À gauche de la porte d’entrée, une petite baie entourée d’un encadrement en pierre bleue et protégée par un grillage en fer forgé. Elle est décalée par rapport aux autres baies de la travée. À l’extrémité gauche de la façade se trouve une baie rectangulaire plus grande que la première. Toutes les fenêtres sont composées d’un châssis à croisillons. À droite de la porte d’entrée se trouve deux autres baies semblables à celle de l’extrémité gauche.
Au premier étage, une balustrade en fer forgé entoure le balcon. La porte-fenêtre possède deux vantaux avec un soubassement sur chaque porte. La porte fenêtre est surmontée d’une imposte vitrée fixe. De part et d’autre du balcon, deux fenêtres avec un châssis à croisillons en forme de T. 
Au deuxième étage, la hauteur sous plafond diminue et par conséquent la taille des fenêtres diminue. L’étage possède cinq fenêtres identiques précédées d’un garde-corps métalliques orné de flèches entrecroisées.
Au troisième étage, on retrouve une baie qui possède trois parties : une fenêtre, une imposte et une fenêtre cintrée. De part et d’autre se trouvent deux autres fenêtres avec un allège. 
L’entablement se compose tout d’abord d’une architrave moulurée avec des boulins munis d’un cache, en forme d’un demi-cercle. Chaque cordon commence par l’extrémité de la façade et se termine à une vingtaine de centimètres de la fenêtre cintrée. Le couronnement de la façade est composé d’une corniche surmontée d’un attique avec fronton à pans incurvé. La partie supérieure du fronton est pourvue d’une baie d’aération. Au-dessus de la corniche, le bâtiment est couvert par une toiture à quatre versants.

## Galerie

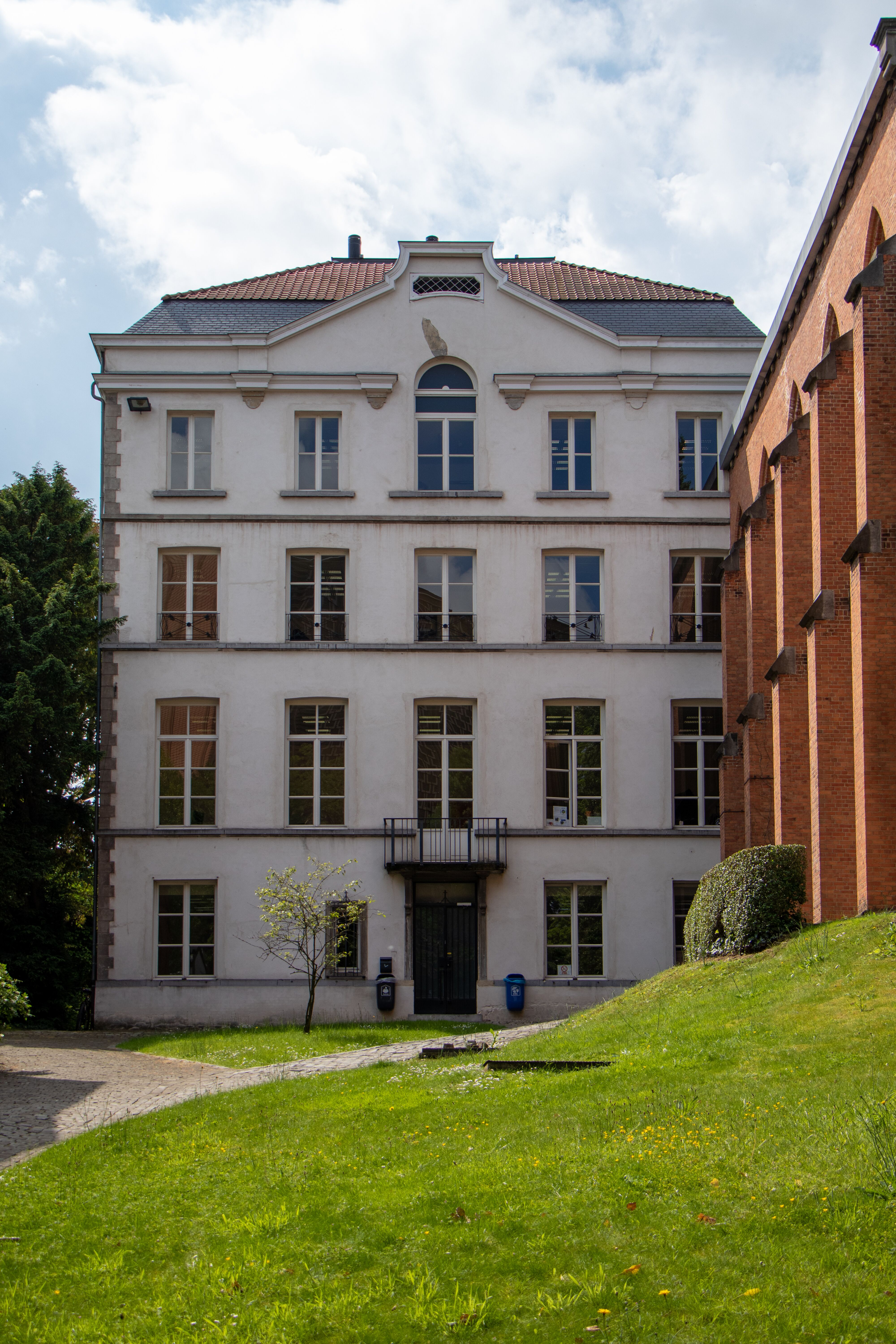
Façade principale.
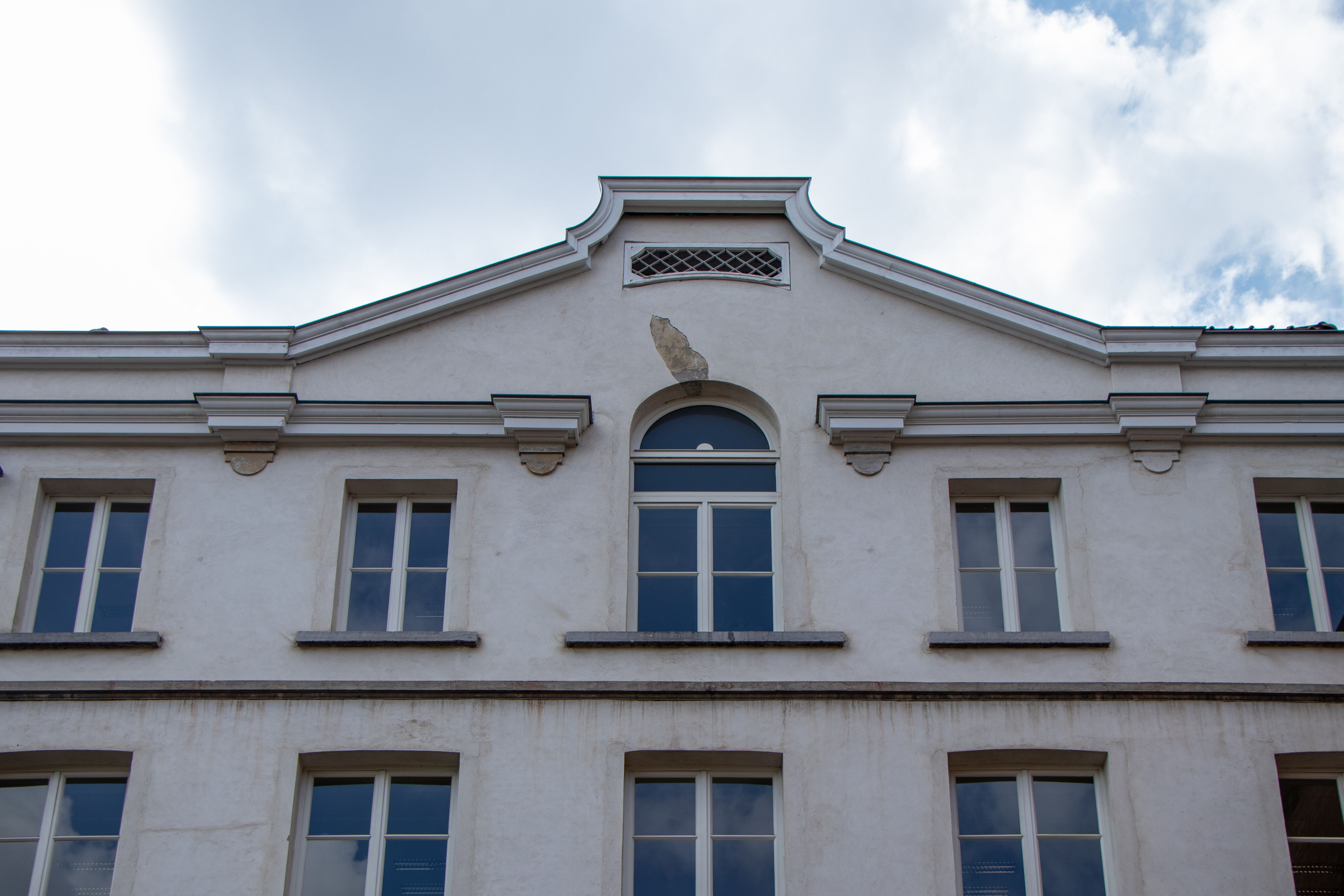
Fronton.
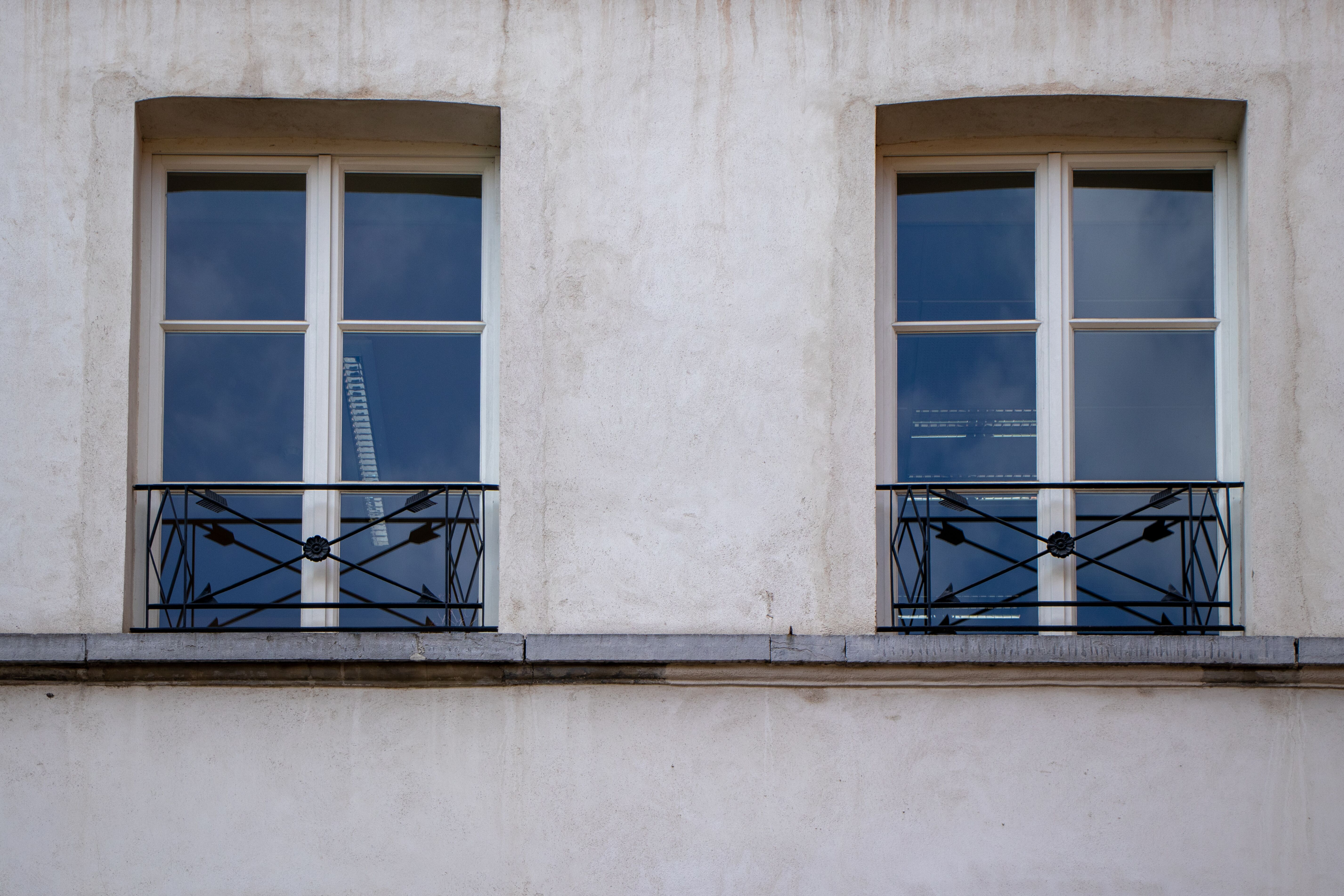
Fenêtre et garde corps à flèches entrecroisées.
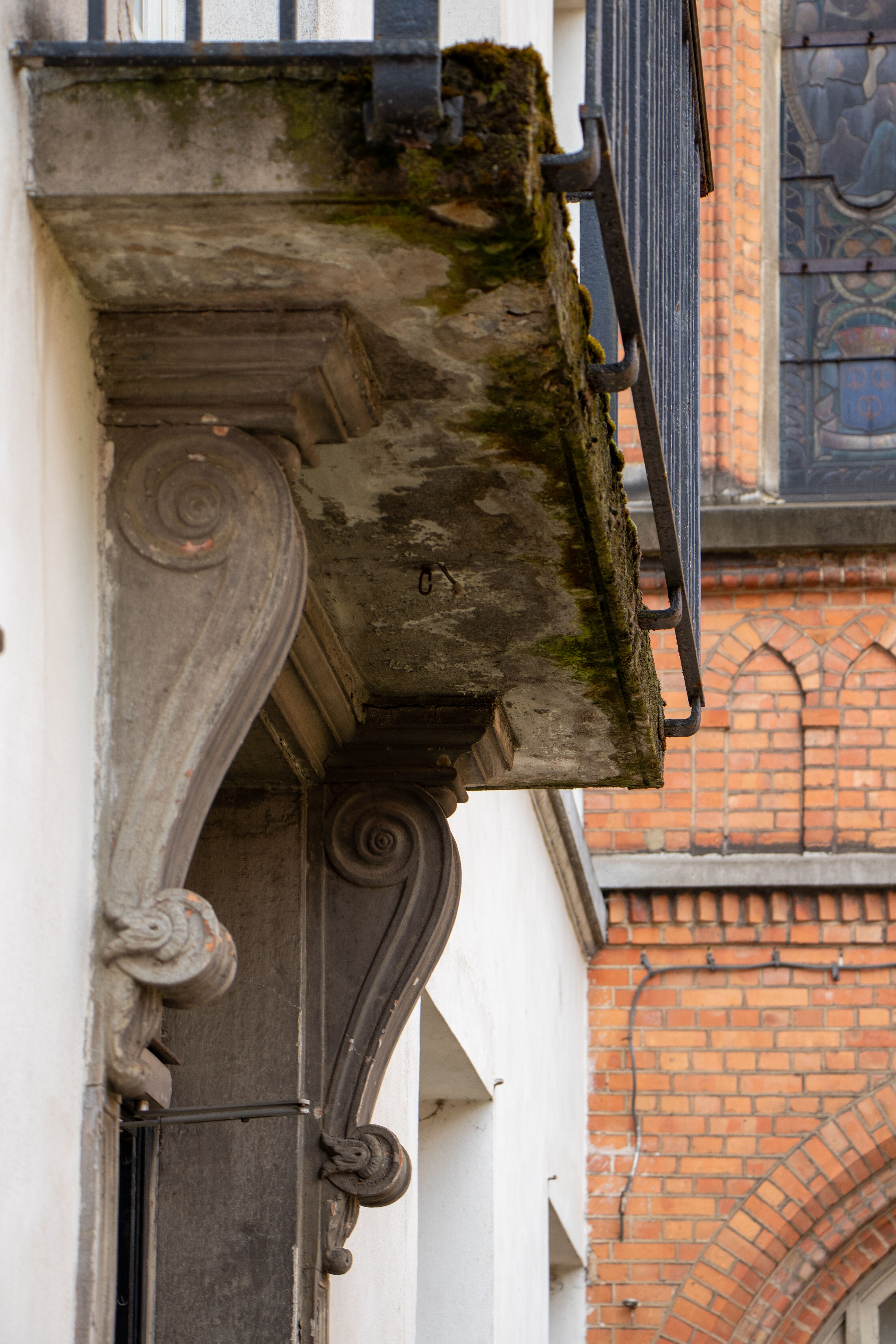
Console.
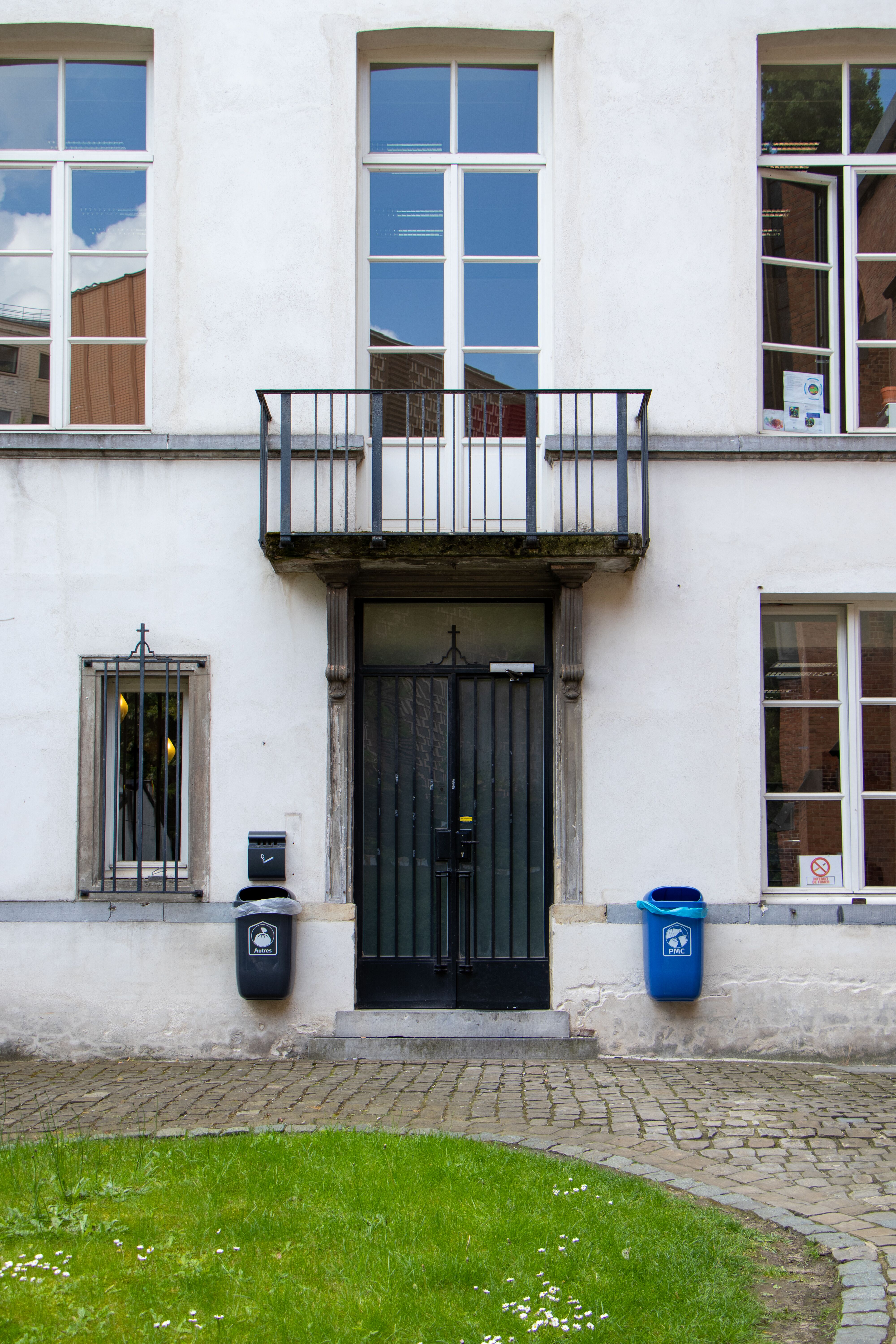
Porte d'entrée.
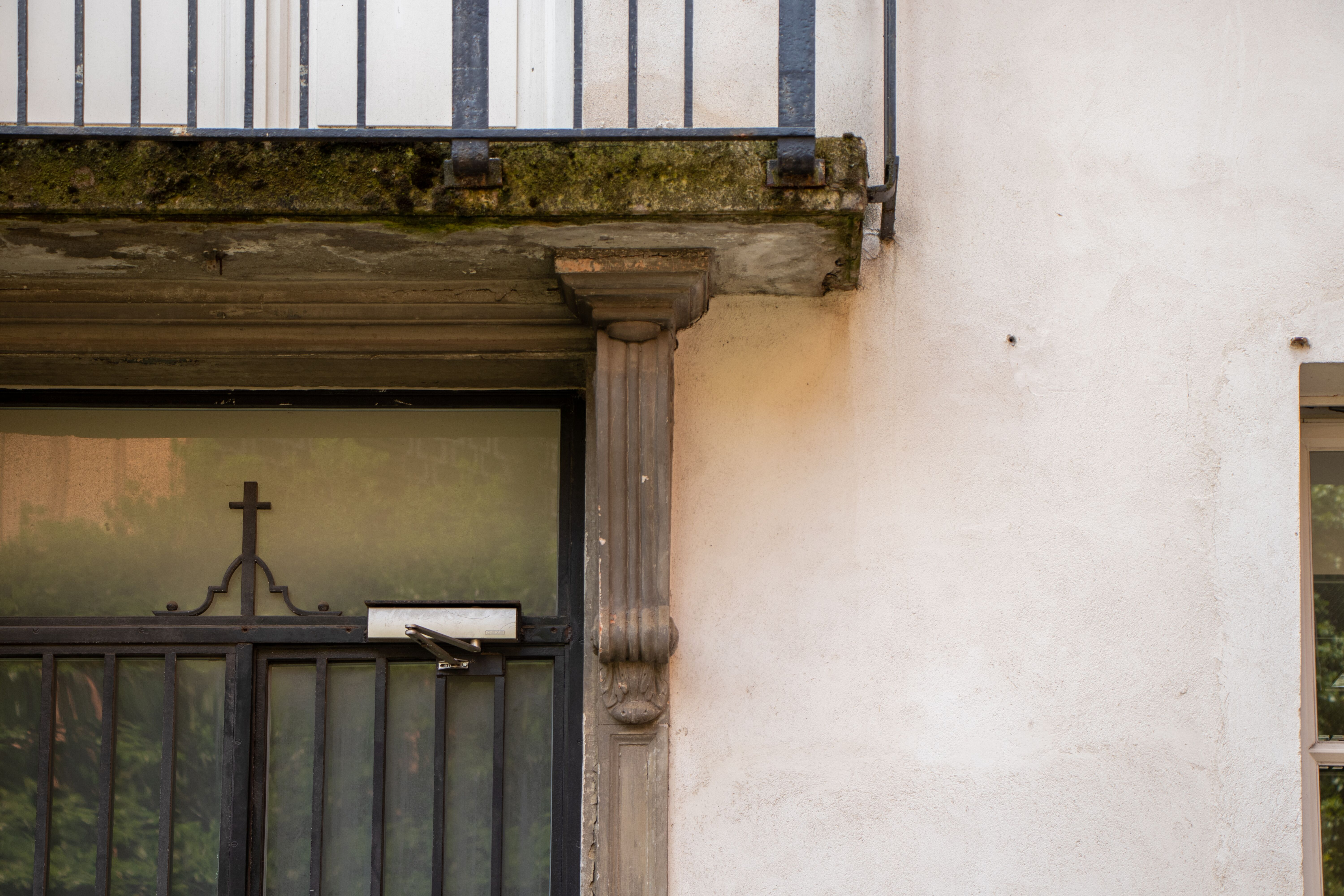
Porte et console.
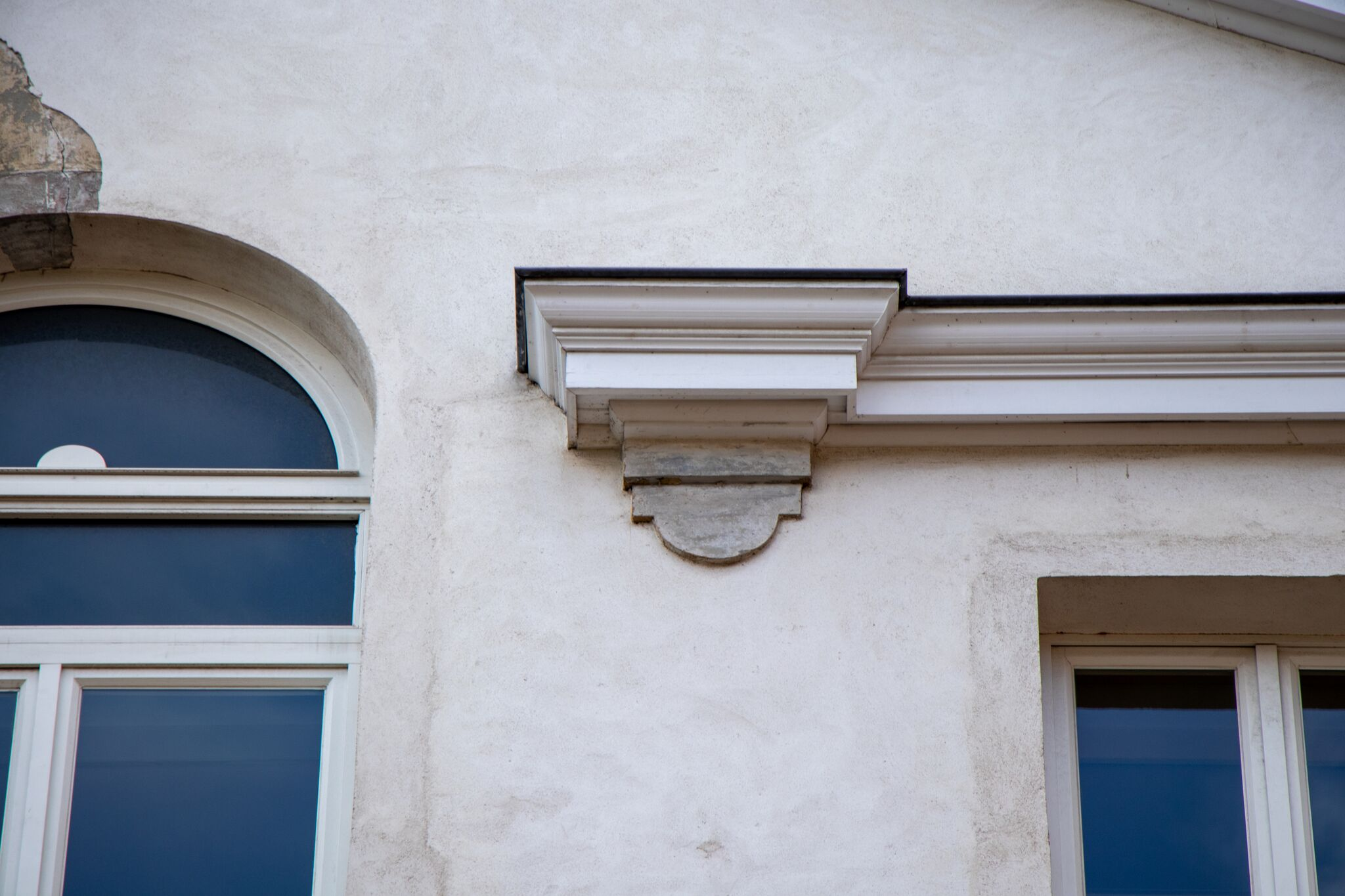
Cordon.